# Walt Torrence
Walter Alexander Torrence, detto Walt (Sacramento, 31 luglio 1937 – Sacramento, 20 settembre 1969), è stato un cestista statunitense.

## Carriera
Con la Nazionale statunitense nel 1963 ha disputato i Giochi panamericani (medaglia d'oro) e i Mondiali (4º posto).
Fu scelto al Draft NBA 1959 con la 60ª scelta dai New York Knicks.
Nel 2009 è stato introdotto nella UCLA Athletics Hall of Fame.